# Slammiversary XI
 (octobre 2024).
Si vous disposez d'ouvrages ou d'articles de référence ou si vous connaissez des sites web de qualité traitant du thème abordé ici, merci de compléter l'article en donnant les références utiles à sa vérifiabilité et en les liant à la section « Notes et références ».
Slammiversary XI est un pay-per-view de catch organisé par la fédération Total Nonstop Action Wrestling. Il a eu lieu le 2 juin 2013 dans le Agganis Arena, à Boston dans le Massachusetts. C'est la neuvième édition de Slammiversary qui se déroulera. Slammiversary fait partie des quatre Pay Per View de la TNA avec Bound for Glory, Genesis et Lockdown qui n'ont pas été enlevés de la carte 2013 des PPV TNA. Ce Pay Per View fêtera le 11e anniversaire de la Total Nonstop Action Wrestling d'où son nom Slammiversary → Anniversary (Anniversaire). Sur l'affiche officiel, on y voit figurer Bully Ray qui confronte Sting avec le logo en plein centre.
Sept matchs, dont quatre mettant en jeu les titres de la fédération, ont été programmés. Chacun d'entre eux est déterminé par des storylines rédigées par les scénaristes de la TNA ; soit par des rivalités survenues avant le pay-per-view, soit par des matchs de qualification en cas de rencontre pour un championnat. L'événement a mis en vedette les catcheurs de la division Impact Wrestling, créées en 2004 (anciennement appelé TNA Impact!).
Le main event de la soirée sera un match simple pour le championnat du Monde de la TNA. Bully Ray, le champion en titre, affrontera Sting avec comme stipulation, si Sting perd le Match, il n'aura plus le droit d'avoir la possibilité de devenir Champion Poids Lourd de la TNA. La rencontre pour être l'aspirant no 1 au championnat du Monde de la TNA opposait Matt Morgan à Sting, match organisé par Sting le 2 mai lors d'Impact Wrestling. Le retour du Charismatic Enigma Jeff Hardy est attendu et a été annoncé.

## Contexte

### Catch et divertissement
Les spectacles de la Total Nonstop Action Wrestling en paiement à la séance sont constitués de matchs aux résultats prédéterminés par les scénaristes de la TNA. Ces rencontres sont justifiées par des storylines - une rivalité avec un catcheur, la plupart du temps - ou par des qualifications survenues dans les émissions de la TNA telles que TNA Xplosion et TNA Impact!. Tous les catcheurs possèdent un gimmick, c'est-à-dire qu'ils incarnent un personnage face (gentil), heel (méchant) ou tweener (neutre, apprécié du public), qui évolue au fil des rencontres. Un pay-per-view comme Slammiversary est donc un évènement tournant pour les différentes storylines en cours.

### Matchs de la soirée
| #                                                                | Match | Stipulation                                                               | Durée |
| ---------------------------------------------------------------- | --- | ------------------------------------------------------------------------- | ----- |
| 1                                                                | Chris Sabin bat Suicide et Kenny King (c)                                                                                   | Ultimate X match pour le Championnat de la X Division                     | 15:25 |
| 2                                                                | James Storm & Gunner battent Hernandez & Chavo Guerrero (c) vs Austin Aries & Bobby Roode vs Christopher Daniels & Kazarian | Fatal-Four Way Tag team match pour le Championnat par équipe de la TNA    | 16:43 |
| 3                                                                | Taryn Terrell bat Gail Kim                                                                                                  | Last Knockout Standing Match                                              | 9:21  |
| 4                                                                | Joseph Parks bat Devon (c) (accompagné par Mike Knox)                                                                       | Match simple pour le TNA Television Championship                          | 0:32  |
| 5                                                                | Kurt Angle bat AJ Styles | Match simple                                                              | 15:45 |
| 6                                                                | Samoa Joe, Jeff Hardy et Magnus battent Aces & Eights (M. Anderson, Garett Bischoff et Wes Brisco)                          | 6-Man Tag Team Match                                                      | 10:08 |
| 7                                                                | Bully Ray (c) bat Sting | No Hold Barred Match pour le Championnat du monde Poids-Lourds de la TNA. | 14:23 |
| (c) désigne le(s) champion(s) défendant son titre dans le match. | |                                                                           |       |